# Macromitrium annamense
Macromitrium annamense là một loài rêu trong họ Orthotrichaceae. Loài này được Broth. & Paris mô tả khoa học đầu tiên năm 1925.